# L'école est à nous
Pour plus de détails, voir Fiche technique et Distribution.
L’école est à nous est un film français réalisé par Alexandre Castagnetti et sorti en 2022.

## Synopsis
Un collège est marqué par une grève générale. Alors que la plupart des professeurs sont absents, certains vont tenter de faire continuer à vivre l'établissement. Virginie Thévenot, une professeure de mathématiques tout juste nommée, va alors en profiter pour  tenter une expérience inédite avec un petit groupe d’élèves. Aidée par Ousmane, professeur de technologie, elle veut laisser les élèves faire ce qu’ils veulent ! Cette idée va provoquer une petite révolution et bouleverser la vie de toutes les personnes de l’établissement, car le principal et les autres professeurs sont loin d'être convaincus.

## Fiche technique
Sauf indication contraire, les informations mentionnées dans cette section peuvent être confirmées par les bases de données cinématographiques IMDb et Allociné,  présentes dans la section « Liens externes ».
- Titre original : L’école est à nous
- Réalisation : Alexandre Castagnetti
- Scénario : Béatrice Fournera et Alexandre Castagnetti
- Musique : Alexandre Castagnetti
- Montage : Thibaut Damade
- Décors : Myrtille Bivaud
- Costumes : Zab Ntakabanyura
- Photographie : Yannick Ressigeac
- Production : Éric et Nicolas Altmayer
- Sociétés de production : Mandarin & Compagnie et UGC
- Société de distribution : UGC (France)
- Pays de production :  France
- Langue originale : français
- Genre : comédie
- Durée : 108 minutes
- Budget : n/a
- Format : couleur
- Dates de sortie : 
  - France : 26 octobre 2022

## Distribution
Sauf indication contraire, les informations mentionnées dans cette section peuvent être confirmées par la base de données cinématographiques Allociné,  présente dans la section « Liens externes ».
- Sarah Suco : Virginie
- Jean-Pierre Darroussin : Daniel
- Oussama Kheddam : Ousmane
- Nah Bilé : Bintou
- Sofia Bendra : Malika
- Lili Aupetit : Émilie
- Jérémie Gavrilovic : José
- Alexandre Spector : Oscar
- Gabin Jouillerot : Jonathan
- Ryan Khelif : Kevin
- Estelle Luo : Chantal
- Constance Dollé : Judith
- Cécile Rebboah : Magali
- Yannick Choirat : Thierry
- Yannick Renier : le père d'Émilie
- Victor Le Fèvre : Enzo
- Gérald Laroche : M. Castelli
- Mehdi Oudane : Rayan

## Production
Le scénario a été développé après une discussion entre le réalisateur-scénariste Alexandre Castagnetti et Brigitte Maccioni, présidente d'UGC sur la notion d'utopie dans le cinéma pour faire évoluer la société. Le sujet de l'Éducation est très vite apparu. Alexandre Castagnetti développe ensuite son scénario avec Béatrice Fournera, avec laquelle il avait coécrit Tamara Vol.2. Ils prennent notamment conseil auprès de François Taddei, chercheur spécialisé dans l'éducation et de Ramïn Farhangi, introducteur de l'éducation démocratique en France. Le réalisateur s'entretient également avec plusieurs professeurs, dont sa propre mère, et s'inspire d'ouvrages comme Libre pour apprendre de Peter Gray et Le Maître ignorant de Jacques Rancière.

### Tournage
Le tournage a lieu à l'été 2021 dans le collège-lycée Henri-Bergson dans le 19e arrondissement de Paris,.

## Accueil

### Accueil critique
Sur le site AlloCiné, qui recense 15 critiques de presse, le film obtient la note moyenne de 2,9⁄5, la presse étant globalement favorable.
Pour la critique de 20 Minutes, « Le réalisateur de Tamara confirme ici qu’il sait capter et restituer la force vive de la jeunesse ». Pour Le Monde, « Cette dialectique de l’idéalisme et du réalisme, de l’enchantement et de la désillusion, de la comédie et du drame, droit héritée de Frank Capra, Alexandre Castagnetti la distribue avec talent. C’est elle qui rend son film si plaisant et, en même temps, propice à la réflexion ».
Pour Samuel Douhaire de Télérama, « Le premier long métrage d’Alexandre Castagnetti se situe, lui, en tête de classe grâce à la qualité d’écriture de ses dialogues, à des personnages qui, pour la plupart, dépassent les clichés, et à une vision de l’enseignement résolument positive sans tomber dans l’angélisme ».
Dans les critiques les plus négatives, on peut citer celle de Première : « Solidement interprété, rythmé, L’école est à nous perd cependant de son impact à cause d’un trop plein de bonnes intentions ». Pour le quotidien régional La Voix du Nord, « Propos louable, mais démonstration sans surprise et peu convaincante. On a même droit à un parallèle entre collège et dictature (sic). Ça doit être pour rire. ».

### Box-office
Pour son premier jour d'exploitation en France, L'école est à nous réalise 22 269 entrées, dont 5 040 en avant-première, pour 318 copies, ce qui lui permet de figurer à la quatrième place du box-office des nouveautés, derrière La Conspiration du Caire (26 690) et devant Mon pays imaginaire (1 712). Au bout d'une première semaine d'exploitation, le film totalise 112 901 entrées.
| Pays ou région | Box-office      | Date d'arrêt du box-office | Nombre de semaines |
| -------------- | --------------- | -------------------------- | ------------------ |
| France         | 229 727 entrées | 6 décembre 2022            | 6                  |
| Total mondial  | - $             | -                          | -                  |